# Вовк Яків Кононович
Я́ків Ко́нонович Вовк (19 листопада 1916 — ?) — передовик сільського господарства Української РСР, комбайнер Сигнаївської МТС Шполянського району Черкаської області, Герой Соціалістичної Праці (1958).
Обирався депутатом Верховної Ради Української РСР 5-го (1959—1963), 6-го (1963—1967) та 7-го (1967—1971) скликань.

## Життєпис
Народився в селі Куцівка Матусівської волості Черкаського повіту Київської губернії Російської імперії (нині — Смілянський район Черкаської області). Українець. Закінчив 5 класів школи.
У 1937 році призваний до лав РСЧА. У 1940 році закінчив Курси удосконалення командного складу запасу в Білокоровичах (Білорусь).
Учасник німецько-радянської війни з червня 1941 року. У серпні 1941 року командир взводу 32-го мотострілецького полку 32-ї танкової дивізії 4-го механізованого корпусу 6-ї армії Південно-Західного фронту молодший лейтенант Я. К. Вовк потрапив в оточення, перебував в окупації. Вдруге призваний до лав РСЧА Смілянським РВК в лютому 1944 року. Воював на 2-му та 1-му Українських фронтах як червоноармієць, хімік взводу хімічного захисту 248-го стрілецького полку 31-ї стрілецької дивізії 52-ї армії.
У повоєнний час — комбайнер Сигнаївської МТС, згодом — комбайнер колгоспу імені Петровського Шполянського району Черкаської області.

## Нагороди
Указом Президії Верховної Ради СРСР від 26 серпня 1958 року Вовку Якову Кононовичу присвоєне звання Героя Соціалістичної Праці з врученням ордена Леніна і золотої медалі «Серп і Молот».
Також нагороджений орденом Вітчизняної війни 2-го ступеня (11.03.1985) і медалями, в тому числі й «За бойові заслуги» (19.05.1945).